# Takalampi
Takalampi är en sjö i kommunen Kuusamo i landskapet Norra Österbotten i Finland. Sjön ligger 276,6 meter över havet. Arean är 39 hektar och strandlinjen är 4,23 kilometer lång. Sjön  ingår i Ijo älvs huvudavrinningsområde.   Den ligger omkring 180 kilometer nordöst om Uleåborg och omkring 660 kilometer norr om Helsingfors. 
Takalampi ligger sydväst om Kummuntakanen. 